# Мінекадзе
Мінекадзе (Minekaze, яп. 峯風) — ескадрений міноносець Імперського флоту Японії, який взяв участь у Другій світовій війні.
Корабель, який став другим (за датою закладання) серед есмінців типу «Мінекадзе», спорудили у 1920 році на верфі ВМФ у Майдзуру.
У 1932 році під час японо-китайського конфлікту, відомого як «Інцидент 28 січня», Мінекадзе здійснював патрулювання на Янцзи, а після початку Другої японо-китайської війни корабель у 1937—1938 роках залучали до патрулювання біля узбережжя Північного та Центрального Китаю.
Станом на грудень 1941-го Мінекадзе підпорядковувався військово-морському округу Чінкай (Chinkai Guard District), який відповідав за операції у корейських водах. Відповідно, перші кілька місяців війни корабель ніс патрульно-ескортну службу на комунікації між Кореєю та Японією.
У якийсь момент Мінекадзе пройшов модернізацію, під час якої з нього зняли 2 з 4 гармат головного калібру та два кормові торпедні апарати, натомість встановили 4 бомбоскидачі та стелажі для 36 глибинних бомб.
З 10 квітня 1942-го Мінекадзе перевели до військово-морського округу Сасебо (Sasebo Naval District), після чого він узявся за патрульно-ескортну службу в районі Сасебо (обернене до Східнокитайського моря узбережжя Кюсю). 9 травня Мінекадзе разом з переобладнаним канонерським човном «Томіцу-Мару» прибули на місце загибелі лайнера «Taiyo Maru», потопленого підводним човном дещо більш ніж за три сотні кілометрів на південний захід від Сасебо. В умовах штормового моря їм вдалось підібрати майже п'ять сотень осіб, що опинились у воді (втім, більш як вісім сотень загинули).
7 серпня 1942-го союзники висадились на сході Соломонових островів, що започаткувало шестимісячну битву за Гуадалканал та змусило японське командування перекидати до регіону підкріплення. 2—6 вересня «Мінекадзе» охороняв транспорт «Адзума-Мару», який доставив бійців морської піхоти з Сасебо (західне узбережжя Кюсю) до острова Сайпан (Маріанські острови). 29 вересня Мінекадзе вийшов з Японії у складі охорони конвою «Окі 4», що прямував до Рабаула (головна передова база в архіпелазі Бісмарка, з якої здійснювались операції на Соломонових островах та сході Нової Гвінеї). Відомо, що «Окі 4» досягнув пункту призначення 13 жовтня, а не пізніше ніж 12 листопада Мінекадзе був у Сасебо, де став на ремонт.
З кінця листопада 1942-го Мінекадзе займався ескортуванням конвоїв у Східнокитайському морі, при цьому з 1 лютого 1944-го корабель належав до 1-го ескортного дивізіону.
5 лютого 1944-го Мінекадзе вийшов з порту Моджі для супроводу конвою MOTA-01 до Такао (наразі Гаосюн на Тайвані). 10 лютого поблизу східного узбережжя Тайваню підводний човен USS Pogy дав по конвою шеститорпедний залп. Дві торпеди поцілили та потопили Мінекадзе, загинуло 99 членів екіпажу.